# Dyschoriste boliviana
Dyschoriste boliviana är en akantusväxtart som beskrevs av Wassh. och Wood. Dyschoriste boliviana ingår i släktet Dyschoriste och familjen akantusväxter. Inga underarter finns listade i Catalogue of Life.